# Lyonia rubiginosa
Lyonia rubiginosa är en ljungväxtart som först beskrevs av Christiaan Hendrik Persoon, och fick sitt nu gällande namn av George Don jr. Lyonia rubiginosa ingår i släktet Lyonia och familjen ljungväxter. Inga underarter finns listade i Catalogue of Life.